# Jelena Tomašević
Jelena Tomašević (en serbio, Јелена Томашевић; Kragujevac, Yugoslavia, 1 de noviembre de 1983) es una cantante serbia famosa por sus actuaciones vocales. Ha ganado numerosos premios por sus canciones y representó a Serbia en el Festival de la Canción de Eurovisión 2008 con la canción "Oro".

## Biografía
A los 8 años, Jelena ganó el festival de la canción infantil "Šarenijada" en Kragujevac. En Kragujevac se unió a un grupo de folklore llamado Kud Abrasevic donde estuvieron de gira por toda Europa ganando muchos premios por sus bailes así como Jelena ganó premios por su canto. Fue una de las principales vocalistas del grupo de folklore. Ésta fue su primera actuación pública y con sus habilidades vocales fascinó a mucha gente. Actuó con mucha audiencia en el festival de niños yugoslavo de 1994 celebrado aquel año en Kragujevac donde ganó.
Después actuó en varios festivales internacionales en la República Checa, Bielorrusia y Bulgaria donde ganó varios premios. Compitió y ganó en un show en 2002 llamado "3K dur" en RTS3.
En 2005 empezó un envolvimiento profesional con el popular cantante serbio Željko Joksimović. Compuso la canción Jutro para ella, cuando compitió en el Beovizija, la selección serbia para el Festival de la Canción de Eurovisión. Aquel año surgió la polémica de la final de Serbia y Montenegro, el Evropesma, cuando todos los cuatro 
miembros del jurado montenegrinos distribuyeron sus puntos. No Name, un clasificado para la preselección de Montenegro, representó a Serbia y Montenegro en el Festival de la Canción de Eurovisión 2005, quedando en el séptimo lugar. Esta fue la última aparición de Serbia y Montenegro en el Festival de la Canción de Eurovisión antes de sus separación en 2006 llegando a ser países independientes.
En 2007 la compañía de grabación Minocard la contrató y en abril de 2008 se lanzó su primer álbum. En 2008 Željko Joksimović compuso una canción llamada Oro para el Beovizija 2008. Ganó el festival y representará a Serbia en el Festival de la Canción de Eurovisión 2008.
En su carrera ha sido artista invitada en la película Ivkova slava (2006), donde también cantó, ha hecho una aparición en el álbum de Joksimović de 2005 y ha abierto el EuroBasket 2005 de Belgrado.
En el 2009 se publica la canción Time to Pray [Hora de rezar], escrita por Shimon Peres y compuesta por Boaz Mauda, en la que canta junto con la cantante Sirusho (representante de Armenia en el Festival de la Canción de Eurovisión en 2008, que alcanzó el cuarto lugar) y con el cantante Boaz Mauda (representante de Israel en el Festival de la Canción de Eurovisión en 2008, en el que quedó en noveno lugar).